# Нонио
Нонио (итал. Nonio) — коммуна в Италии, располагается в регионе Пьемонт, в провинции Вербано-Кузьо-Оссола.
Население составляет 896 человек (2008 г.), плотность населения составляет 90 чел./км². Занимает площадь 10 км². Почтовый индекс — 28891. Телефонный код — 0323.
Покровителем коммуны почитается священномученик Власий Севастийский, празднование 3 февраля.

## Демография
Динамика населения:

## Администрация коммуны
- Официальный сайт: